# Søren Larsen
Søren Larsen (* 6. September 1981 in Køge) ist ein ehemaliger dänischer Fußballspieler. Im deutschsprachigen Raum war er für den FC Schalke 04 und den MSV Duisburg aktiv.

## Karriereverlauf

### Verein
Larsen wurde in Køge geboren und begann seine Karriere im Erwachsenenbereich bei Køge BK (heute HB Køge), bevor er zu Brøndby IF wechselte. Dort konnte er sich allerdings nicht durchsetzen und wechselte später zu BK Frem Kopenhagen aus dem Kopenhagener Stadtteil Valby. Von diesem Verein zog es Larsen anschließend zum schwedischen Verein Djurgårdens IF. In 13 Spielen in der Allsvenskan gelangen ihm zehn Tore.
Im Sommer 2005 wechselte er für etwa 2,3 Millionen Euro zum FC Schalke 04. Über seine Ablösesumme gab es einen heftigen Streit zwischen dem schwedischen Club und Schalke, da in seinem Vertrag eine festgeschriebene Ablösesumme von circa 1,1 Millionen Euro stand. Larsen gab sein Debüt in einem Pflichtspiel für die „Königsblauen“ am 4. August 2005 beim 2:1-Sieg am ersten Spieltag der Saison 2005/06 gegen den 1. FC Kaiserslautern, wo ihm in der 79. Minute auch prompt der Treffer zum 1:1-Ausgleich gelang. Er erarbeitete sich in der Offensive der Schalker einen Stammplatz und schoss in insgesamt 30 Bundesligaspielen zehn Tore. Als Vizemeister der vorangegangenen Saison spielte der FC Schalke 04 in der UEFA Champions League und belegte in einer Gruppe mit Vorjahreshalbfinalist PSV Eindhoven, dem Vorjahresfinalisten AC Mailand sowie Fenerbahçe Istanbul den dritten Platz, womit sie im UEFA-Pokal weiterspielten. Dort erreichten Larsen und seine Schalker das Halbfinale, in der der spätere Titelträger FC Sevilla die Endstation bedeutete. Im DFB-Pokal schied der FC Schalke 04 in der zweiten Hauptrunde aus, nachdem man gegen den damaligen Bundesliga-Aufsteiger Eintracht Frankfurt eine 0:6-Auswärtsniederlage erlitt.
Nachdem er sich in einem Spiel im Ligapokal gegen den FC Bayern München eine Verletzung zuzog, verlor er in der Saison 2006/07 seinen Stammplatz und spielte bei seinen wenigen Einsätzen nicht ein einziges Mal von Anfang an. Im UEFA-Pokal wurden die Königsblauen als Turnierfavorit gehandelt, schieden allerdings in der ersten Runde gegen den Außenseiter AS Nancy aus. Dabei gewannen die Schalker das Hinspiel in der Arena AufSchalke durch ein Tor von Larsen mit 1:0. In der Liga hatte der FC Schalke 04 lange Zeit um die Meisterschaft gespielt, verlor allerdings am vorletzten Spieltag beim Erzrivalen Borussia Dortmund mit 0:2 und wurde zum Saisonende Vizemeister. Die sportliche Situation änderte sich für Larsen auch in der Saison 2007/08 nicht. In der „Königsklasse“ wurde die Gruppenphase überstanden, nachdem man mit zwei Siegen – beide gegen Rosenborg BK – den zweiten Platz hinter dem späteren Finalisten FC Chelsea und vor dem FC Valencia belegte; die Gelsenkirchener erreichten das Viertelfinale und schieden dort gegen den FC Barcelona aus.
Im Juli 2008 brach Larsen schließlich nach drei Jahren im Ruhrgebiet seine Zelte ab und wechselte nach Frankreich in die Ligue 1 zum FC Toulouse. Auch in Toulouse fand er nicht zu alter Stärke zurück. Sein einziger Höhepunkt war das Spiel im französischen Pokal, als er beim 8:0-Auswärtssieg gegen den Amateurverein FCE Schirrhein vier Tore erzielte. Kurz vor Ende des Sommertransferfensters der Saison 2009/10 kehrte Larsen auf Leihbasis nach Deutschland zurück und schloss sich dem MSV Duisburg an. Bei den „Zebras“ war er zunächst Stammspieler, fiel allerdings in der Folgezeit verletzungsbedingt aus. Im DFB-Pokal erreichte der Zweitligist das Achtelfinale und schied dort gegen den damaligen Ligakonkurrenten FC Augsburg aus. Dabei warf der MSV Duisburg in der zweiten Hauptrunde den Bundesligisten Borussia Mönchengladbach raus, wobei Larsen den 1:0-Siegtreffer durch Kristoffer Andersen vorbereitete.
Im Sommer 2010 folgte die Rückkehr zum FC Toulouse, wo er weiterhin nicht zum Stammpersonal zählte. Daher wurde er Ende Januar 2011 in die Niederlande an Feyenoord Rotterdam verliehen. Im Sommer 2011 kehrte Larsen nach Dänemark zurück und schloss sich Aarhus GF an. Zunächst war er in jedem Spiel als Einwechselspieler zum Einsatz gekommen, erkämpfte sich dann allerdings als Mittelstürmer einen Stammplatz, wobei er dann das Saisonende verpasste. In der Folgesaison fehlte er wegen eines Muskelfaserrisses sowie später wegen einer Knöchelverletzung und kam daher insgesamt auf lediglich 16 Spiele, in denen er auch nur viermal in der Startelf stand. In dieser Saison spielte Aarhus GF auch in der UEFA Europa League, schied allerdings in der zweiten Qualifikationsrunde gegen den georgischen Vertreter FC Dila Gori aus. In der Hinrunde der Saison 2013/14 war er als Mittelstürmer wieder Stammspieler, doch im Februar 2014 beendete er wegen seiner Knieprobleme seine aktive Karriere.

### Nationalmannschaft
Am 2. Juni 2005 gab Larsen, der in den Altersklassen U17, U19 und U21 Nachwuchsnationalspieler der Dänen war, beim 1:0-Sieg im Testspiel in Tampere gegen Finnland sein Debüt für die dänische A-Nationalmannschaft. Sechs Tage gelang ihm beim 3:1-Sieg im WM-Qualifikationsspiel in Kopenhagen gegen Albanien ein Doppelpack. In seinen ersten fünf Länderspielen schoss Larsen insgesamt fünf Tore. Die Dänen verpassten sowohl die Weltmeisterschaft 2006 in Deutschland als auch die Europameisterschaft 2008 in Österreich und der Schweiz, allerdings konnten sie sich für die Weltmeisterschaft 2010 in Südafrika qualifizieren. Dort schied „Danish Dynamite“ nach der Gruppenphase aus, wobei Larsen lediglich im entscheidenden Spiel gegen Japan, welches mit 1:3 verloren wurde, zum Einsatz kam. Dies war auch sein letztes von insgesamt 20 Länderspielen (zehn Tore).

## Erfolge
- Schwedischer Meister: 2005
- Schwedischer Pokalsieger: 2004
- Deutscher Vizemeister: 2007
- Deutscher Ligapokal-Sieger: 2005